# Germaine Greer
Pour les articles homonymes, voir Greer.
Germaine Greer, née le 29 janvier 1939 à Melbourne (Australie), est une essayiste, anthologiste, journaliste, historienne de l'art, universitaire australienne et connue pour être une figure majeure du courant féministe dit de la deuxième vague féministe.

## Biographie

### Jeunesse et formation
Germaine Greer, est l’aînée des trois enfants d'Eric Reginald Greer, un journaliste, et de Margaret Mary Lafrank. Après ses études secondaires au Star of the Sea College (en) de Brighton, elle poursuit ses études à l’université de Melbourne où elle obtient son Bachelor of Arts en 1959, puis, en 1962, elle soutient son Master of Arts (mastère) avec mention très bien à l'Université de Sydney. Ayant obtenu une bourse, elle entre au Newnham College de Cambridge, où en 1967 elle soutient avec succès son PhD (doctorat) en littérature anglaise ayant pour titre L'éthique de l'amour et du mariage dans les premières comédies de Shakespeare,,. 
Depuis, elle travaille et vit en Grande-Bretagne.

### Carrière
Elle est une figure controversée et incontournable de la vie publique britannique.   
En 1969, avec William Levy, Heathcote Williams, Jim Haynes, Willem de Ridder, Susan Janssen et Lynne Tillman, elle participe à Amsterdam à la création du magazine pornographique underground Suck (publication) (en) (1969-1974), sous-titrée « First European sexpaper » et inspirée du magazine américain Screw (magazine) (en), fondé par le pornographe Al Goldstein (en).   
Durant les années 1970 à 1990, elle a joué un rôle essentiel dans le mouvement féministe mondial.  
Elle est avant tout une écrivaine et une essayiste. Son premier livre, La Femme eunuque,,, qui préconise la libération de la femme vis-à-vis des modèles et du pouvoir masculins plutôt que la recherche de l'égalité, est un des livres fondateurs de la deuxième vague du féminisme.  
En 1979, elle publie un ouvrage sur les femmes artistes et les freins à leur carrière, The Obstacle Race,.  
Dans The Whole Woman / La Femme complète, elle prolonge en 1999 les critiques des représentations de la femme abordées dans La Femme eunuque, et dénonce les régressions du statut des femmes dans le monde malgré les acquis supposés résultant des luttes féministes. Pour elle, la revendication de la différence biologique, et non son éradication, doit redevenir le cœur des luttes féministes.  
Elle s'est par ailleurs affirmée comme anarchiste et communiste,, affirmation contestée.  
Son livre La Femme complète est qualifié par V. Battaglia de « manifeste d’un féminisme différentialiste libertaire et anti-libéral ». 
En janvier 2005, elle participe pendant quelques jours au jeu de télé réalité britannique Celebrity Big Brother, aux côtés de Brigitte Nielsen et de Jackie Stallone, la mère de Sylvester, événement qui a suscité bien des étonnements et des critiques, ; elle dira qu'elle a participé à ce jeu pour financer un projet de réhabilitation de la forêt australienne autour de sa résidence secondaire dans le Queensland. Lors de sa sortie au bout de quatre jours elle fait des critiques incendiaires de ce jeu et des participants, notamment en traitant Brigitte Nielsen de folle,.
Sa présence dans le cinéma est anecdotique.

### Anecdote
En septembre 1969, alors qu'elle travaille à la rédaction de son premier ouvrage, elle se trouve en tant qu'hôte de la Casa Frollo sur la Giudecca à Venise, voisine de la totalité des membres de l'Internationale situationniste qui y tient précisément sa dernière Conférence, en présence notamment de Guy Debord, Raoul Vaneigem, René Viénet et Gianfranco Sanguinetti. Ces deux derniers se souviennent avoir eu avec elle « quelques différends sur sa conception de la dialectique hégélienne » !

### Archives
Les archives de Germaine Greer sont déposées et consultables auprès de la bibliothèque de l'université de Melbourne,.

## Œuvres (sélection)

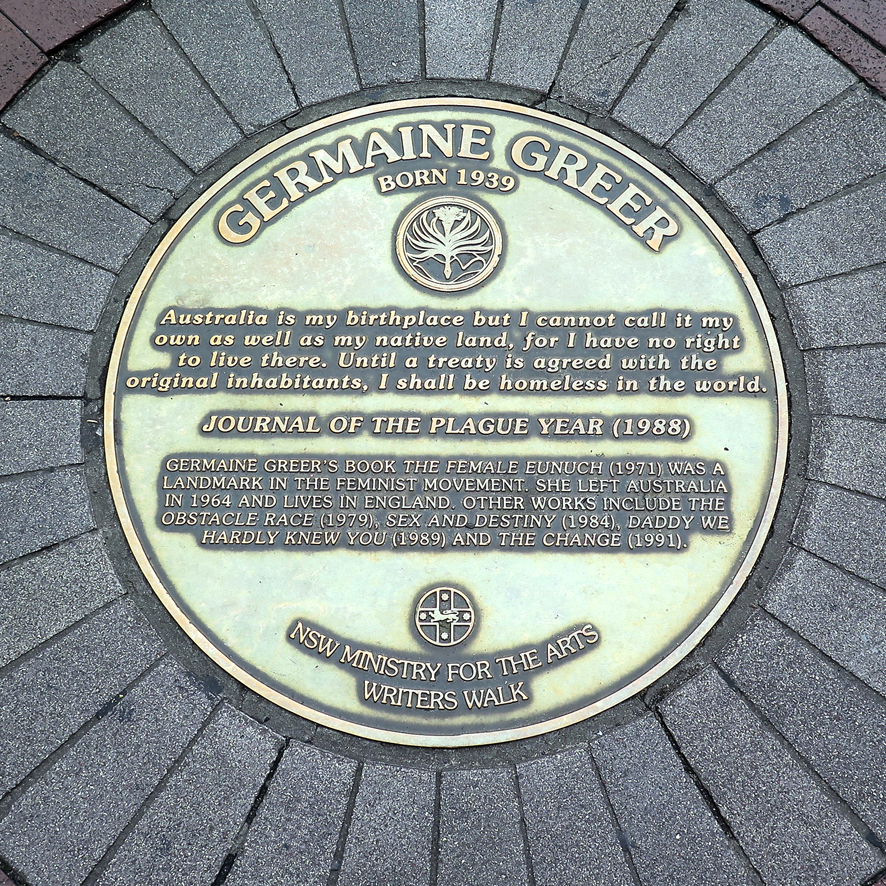
Une plaque de la série "Sydney Writers Walk" à Circular Quay.

### Editions anglophones

#### Essais
- (en) The Female Eunuch, Londres, Paladin, 1970, 364 p. (ISBN 9780586080559, lire en ligne)[28],
- (en) The Obstacle Race : The Fortunes of Women Painters and Their Work, New York, Farrar Straus Giroux, 1 janvier 1979, rééd. 1 octobre 1982, 420 p. (ISBN 9780374224127, lire en ligne)[29],[30],
- (en) Sex and Destiny : The Politics of Human Fertility, New York, HarperCollins Publishers, 27 février 1984, 564 p. (ISBN 9780060151409, lire en ligne),
- (en) The Madwoman's Underclothes : Essays and Occasional Writings, New York, Atlantic Monthly Press, 1 janvier 1986, rééd. 10 janvier 1994, 340 p. (ISBN 9780871133083, lire en ligne),
- (en) Shakespeare, New York, Londres, Oxford University Press, USA, 1er mai 1986, 152 p. (ISBN 9780192875389, lire en ligne),
- (en) Daddy, We Hardly Knew You, Harmondsworth, Penguin Books Ltd, 1 janvier 1989, rééd. 7 février 1990, 324 p. (ISBN 9780140125917, lire en ligne),
- (en) The Change : Women, Aging and the Menopause, New York, Knopf / Random House, 29 septembre 1992, 440 p. (ISBN 9780394582696, lire en ligne)[31],
- (en) The Whole Woman, Londres, New York, Doubleday, 1er janvier 1999, 376 p. (ISBN 9780385600156, lire en ligne),
- (en) John Wilmot, Earl of Rochester, Liverpool University Press, 30 mars 2000, 93 p. (ISBN 9780746308882, lire en ligne),
- (en) Whitefella Jump Up : The Shortest Way to Nationhood, Londres, Profile Books, 2003, rééd. 19 juin 2004, 244 p. (ISBN 9781861977397, lire en ligne),
- (en) co-écrit avec  Andre Correa Lago (photogr. Tomas Elia), The Beautiful Boy, Rizzoli, 15 novembre 2003, 256 p. (ISBN 9780847825868),
- (en) Shakespeare's Wife, Harper Perennial, 2007, rééd. 17 mars 2009, 432 p. (ISBN 9780061537165),
- (en) co-écrit avec Stella Vine, Stella Vine, Modern Art Oxford, 20 juillet 2007, 63 p. (ISBN 9781901352344),
- (en) White Beech : the Rainforest Years, Londres, Bloomsbury Publishing, 1 novembre 2013, rééd. 30 janvier 2014, 392 p. (ISBN 9781408846711, lire en ligne),
- (en) On Rape, Melbourne University Press, 2018, 92 p. (ISBN 9780522874303),

#### Anthologies
- (en) Kissing the Rod : An Anthology of 17th-Century Women's Verse, New York, Farrar, Straus and Giroux, 1er avril 1989, 500 p. (ISBN 9780374521646, lire en ligne),
- (en) Slip-shod Sibyls : Recognition, Rejection and the Woman Poet, Londres, Penguin Books Ltd, 1995, rééd. 26 septembre 1996, 564 p. (ISBN 9780140177718, lire en ligne),
- (en) 101 Poems By 101 Women, Londres, Faber and Faber, 5 novembre 2001, 218 p. (ISBN 9780571207343, lire en ligne),
- (en) Poems for Gardeners, Little, Brown Young Readers, 6 novembre 2003, 250 p. (ISBN 9781844080090),

### Editions francophones
- Sexe & destinée, Grasset Et Fasquelle, Paris, 1986, 446 p.  (ISBN 978-2-246-34611-1)
- Le Passage, l’expérience de la ménopause, Plon , Paris, 1992, 340 p.
- (fr) La femme eunuque [« The Female Eunuch »]  (trad. de l'anglais par Laure Casseau), Robert Laffont, 1971, collection réponses, rééd. 18 juin 1998, 436 p. (ISBN 9782221088623, lire en ligne) et J'ai Lu , 05 octobre 2006.
- (fr) La femme entière, trente ans après la Femme eunuque [« The Whole Woman »]  (trad. de l'anglais par Édith Ochs), Paris, Plon, 2002, 352 p. (ISBN 9782259191807, lire en ligne)
- Les Garçons, Figures de l'Éphèbe, Hazan éditeur, Paris, album illustré relié, 1er octobre 2003, 255 p.  (ISBN 2-85025-891-1)

## Prix et distinctions
- De 1994 à 2014,  le National Portrait Gallery de Londres fait l'acquisition de dix portraits de Germaine Greer[32].
- 1997 : lauréate du National Living Treasure (Australie) décerné par le National Trust of Australia[33]
- 2001 : cérémonie d'inscription au Victorian Honour Roll of Women (en)[34],[35]
- 2003 : élévation au grade de Docteur honoris causa par l'université Anglia Ruskin[36].

#### Notices dans des encyclopédies
- (en) Suzanne Michele Bourgoin (dir.), Encyclopedia Of World Biography, volume 6, Détroit, Gale Research, 1998, 547 p. (ISBN 9780787622213, lire en ligne), p. 528-530,
- (en) Bonnie G. Smith (dir.), The Oxford Encyclopedia of Women in World History, volume 2, Oxford et New York, Oxford University Press, 23 janvier 2008, 685 p. (ISBN 9780195148909, lire en ligne), p. 402-403,

#### Essais
- (en) Christine Wallace, Germaine Greer : Untamed Shrew, Faber & Faber, 1er mars 1999, 368 p. (ISBN 978-0-571-19934-1, lire en ligne),
- (en) Elizabeth Kleinhenz, Germaine : the life of Germaine Greer, Scribe UK, 29 octobre 2018, 480 p. (ISBN 978-1-911617-91-4)

#### Articles
- (en-US) Arlyn Diamond, « Elizabeth Janeway and Germaine Greer », The Massachusetts Review, Vol. 13, No. 1/2,‎ printemps 1972, p. 275-279 (5 pages) (lire en ligne),
- (en-GB) Ann Hale and Mary Hawkins, « Eggs not Sex: The Functionalism of Germaine Greer », Anthropology Today, Vol. 1, No. 2,‎ avril 1985, p. 21-23 (3 pages) (lire en ligne),
- (en-GB) Zora Simic, « 'door bitches of club feminism'?: Academia and feminist competency », Feminist Review, No. 95,‎ 2010, p. 75-91 (17 pages) (lire en ligne),
- (en-GB) Theresa O'Keefe, « Making feminist sense of no-platforming », Feminist Review, No. 113,‎ 2016, p. 85-92 (8 pages) (lire en ligne),